# ジェシー・ウォッターズ

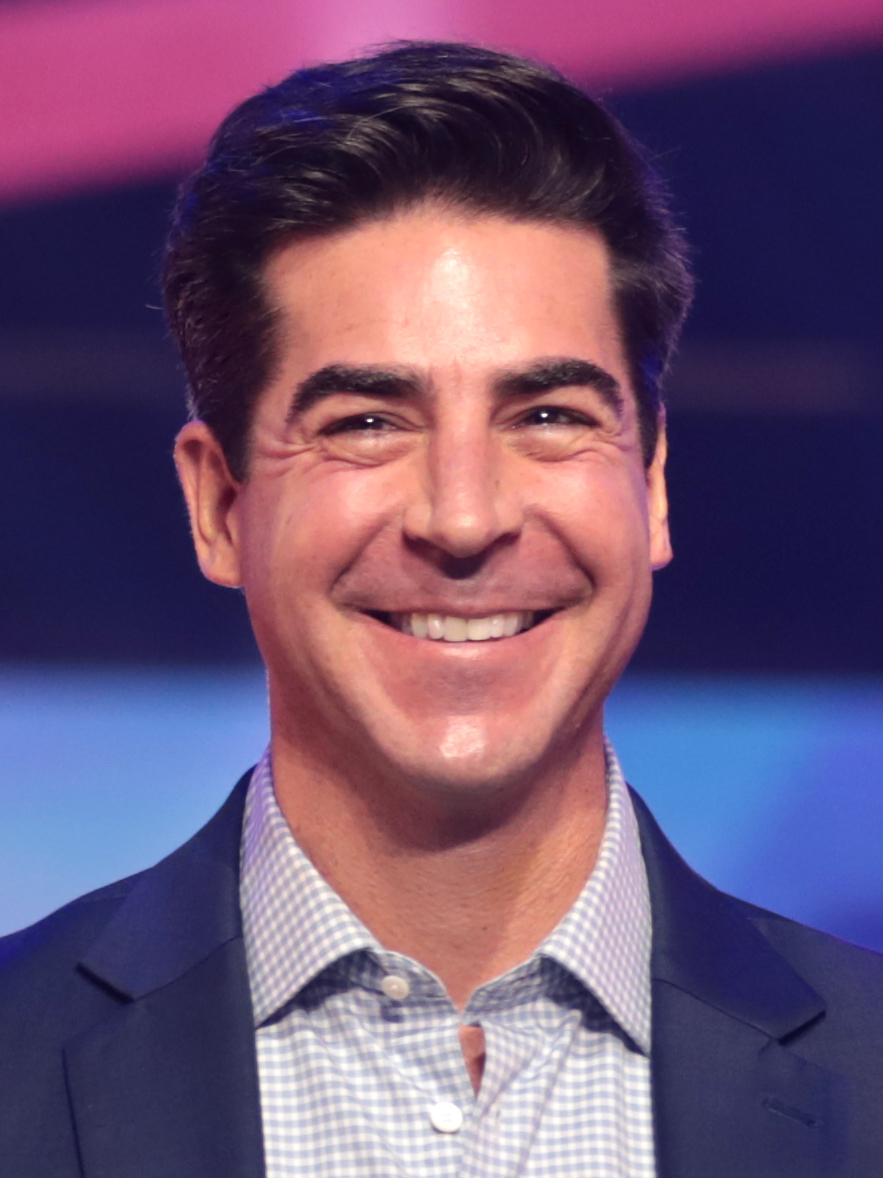
2021年

ジェシー・ベイリー・ウォッターズ（英語: Jesse Bailey Watters、1978年7月9日 - ）は、アメリカ合衆国のニュースキャスター、評論家。
曾々祖父は政治家で法曹のモートン・シェリー・ベイリー、叔父は同じく政治家のデヴィッド・H・ウォッターズ、いとこはバレエダンサーのハーパー・ウォッターズ。
日本の媒体などにおいて、ジェシー・ウォーターズとも表記される。

## 経歴
ペンシルベニア州フィラデルフィア北西部で教師の父と児童心理学者の母のもとに生まれた。ウィリアム・ペン・チャーター学校、トリニティ・カレッジ卒。FOXニュース製作アシスタント・『オレイリー・ファクター』製作スタッフ・『オレイリー・ファクター』出演者、『アウトナンバード』出演者などを経て、2015年に『ウォッターズ・ワールド』を開始させ、司会を務めた。2017年より『ザ・ファイブ』共同司会者、2025年現在、2022年より『ジェシー・ウォッターズ・プライムタイム』常任司会者を務めている。

## 批判
2025年1月10日放送の『ジェシー・ウォッターズ・プライムタイム』内において、2025年1月南カリフォルニア山火事について取り上げた中で、「（中略）パシフィック・パリセーズの一部は原子爆弾投下後の広島のようです。地域全体が壊滅的な被害を受けています。」という旨を述べ日本を中心に物議をかもした。